# Aron Domżała
Aron Domżała est un pilote polonais de rallye automobile né le 1er août 1989 à Barlinek.

## Biographie
Aron Domżała est le fils de Maciej Domżała (pl), pilote également.
Il a fait ses débuts lors du rallye Varsovie Barbórka en 2008. 
Au cours des années suivantes, il  participe à la Coupe polonaise des rallyes . 
En 2012, il participe aux Championnats de Pologne , prenant la 4e place de la classe CEFT.
En 2013, il court en Lituanie, remporte le championnat de Lituanie en classe 5. 
En 2014, il fait ses débuts au championnat du monde en classe JWRC , terminant 7e en fin de saison. 
La même année, il remporte le Rallye Barbórka de Varsovie en classe 2. 
En 2019, avec Jarosław Baran, il remporte la 5e place du classement général de la 76e édition du Rallye de Pologne (Skoda Fabia R5 (en))

## Palmarès

### Résultats au Rallye Dakar
| Année | Catégorie | Marque | Poste              | Position | Victoires d'etapes |
| ----- | --------- | ------ | ------------------ | -------- | ------------------ |
| 2019  | Auto      | Toyota | Avec Maciej Marton | Abd      |                    |
| 2020  | SSV       |        | Avec Maciej Marton | 30e      |                    |
| 2020  | SSV       | Can-Am | Avec Maciej Marton |          |                    |